# François Xavier Bertram
François Xavier Bertram (Nieuwpoort, 19 oktober 1766 - Sint-Kruis, 9 februari 1826), ook wel Frans of Franciscus Bertram genoemd, was een grondbezitter en handelaar op Oost- en West-Indië uit Sint-Kruis.

## Levensloop
Hij was een zoon van de Nieuwpoortse reder Johannes Bertram en van Dorothea De Man. Op 8 februari 1792 trouwde hij met Catharina Boudeloot. Zij stierf op 11 mei 1818., dochter van de belangrijke Nieuwpoortse reder Norbert Boudeloot en van Catharina Fockedey. In 1813-1814 was hij maire van Nieuwpoort. Bertram hertrouwde op 21 april 1824 met Joanna De Knock in Sint-Kruis. Kort na de verovering van Oostenrijkse Nederlanden door de Franse revolutionaire troepen verhuisde hij naar Brugge.
Rond de eeuwwisseling kocht Bertram de vervallen kasteel en hofstede 'Veltem' langs de Maalse Steenweg. Hij brak het 16e-eeuwse kasteel af en bouwde een nieuw kasteel in empirestijl. Voortaan woonde hij in dit kasteel, ook toen hij maire van Nieuwpoort was en ondanks het feit dat zijn commerciële activiteiten van visserij en zeehandel in deze kuststad plaatsvonden. Hij was ook aannemer van wegenwerken en werd eigenaar van gronden en immobiliën. Op de hoek van de Markt en de Steenstraat bezat hij Herberg Het Houten Hoofd, dat hij verhuurde. Hij bezat hofsteden, onder meer in Adinkerke en Houthem. 
In Brugge was hij lid van verschillende sociaal-culturele verenigingen zoals de Société Littéraire (1801-1826), Brugsche Societeyt van Flora (ca. 1820 - 1826), de Sint-Sebastiaansgilde (1795-1810) en de Sint-Jorisgilde (1811-1826). Op 5 december 1816 werd François Bertram benoemd als lid van de kamers van koophandel van Brugge en promoveerde later naar ondervoorzitter.
Op 9 februari 1826 stierf Bertram in Sint-Kruis en werd, na een kerkelijke uitvaart, begraven in een familiegraf aan Heilige-Kruisverheffing-en-Sint-Jozefkerk. Aan de noordzijde van de kerk is een wit marmeren geprofileerde gedenkplaat in Doornikse steen, gewijd aan de familie Bertram-Boudeloot, bewaard gebleven.

## Vrijmetselaar
Bertram werd minstens in 1805 lid van de Brugse vrijmetselaarsloge La Réunion des Amis du Nord. In 1808 werd aan deze loge een kapittel van hoge graden toegevoegd. Bertram bereikte de graad van Soeverein Prins van het Rozenkruis. In 1811 werd hij verkozen tot achtbare meester van zijn loge. In 1813 introduceerde hij  de schilder Joseph Odevaere in zijn loge. In het kasteel Veltem schilderde Odevaere datzelfde jaar in de koepel met voorstelling van de muzen van de dichtkunst, de muziek en de dans.
Bertram bleef logelid tot op het einde van zijn leven.

## Nageslacht
Met zijn  eerste vrouw had Bertram een enige dochter, Catherine-Françoise Bertram (1796 - Brugge, 13 oktober 1829). Ze trouwde met Jacques Roels (1768 - Sint-Kruis, 2 augustus 1846) Het echtpaar bewoonde het kasteel Veltem. Ze kregen drie kinderen:
- Pauline Roels, redemptoristin in het klooster Katelijnestraat Brugge.
- Mathilde Roels (Brugge, 10 maart 1825 - 8 april 1899) trouwde in 1849 met ridder Charles-Jacques de Schietere de Lophem (Brugge, 3 februari 1827 - 5 mei 1894).
  - Hector de Schietere de Lophem (Brugge, 10 februari 1850 - 10 september 1920) trouwde met Augusta de Bie de Westvoorde (1857-1947) en ging op het kasteel 'De Spijker' wonen. Andere familieleden bleven op Velthem wonen.
- Louise Roels (Brugge, 6 oktober 1829 - Sint-Kruis, 3 juni 1875).

Het kasteel Velthem werd rond 1960 door de familie verlaten en verkocht aan de gemeente Sint-Kruis. Het werd in 1969 afgebroken om plaats te maken voor het intercommunaal zwembad Interbad.